# Mittelsteiermark
Koordinaten: 47° 6′ N, 15° 30′ O

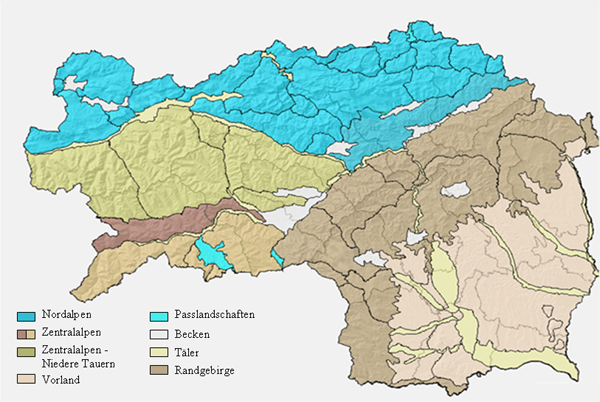
Täler, Vorland, Randgebirge und randalpine Becken im Süden der heutigen Steiermark

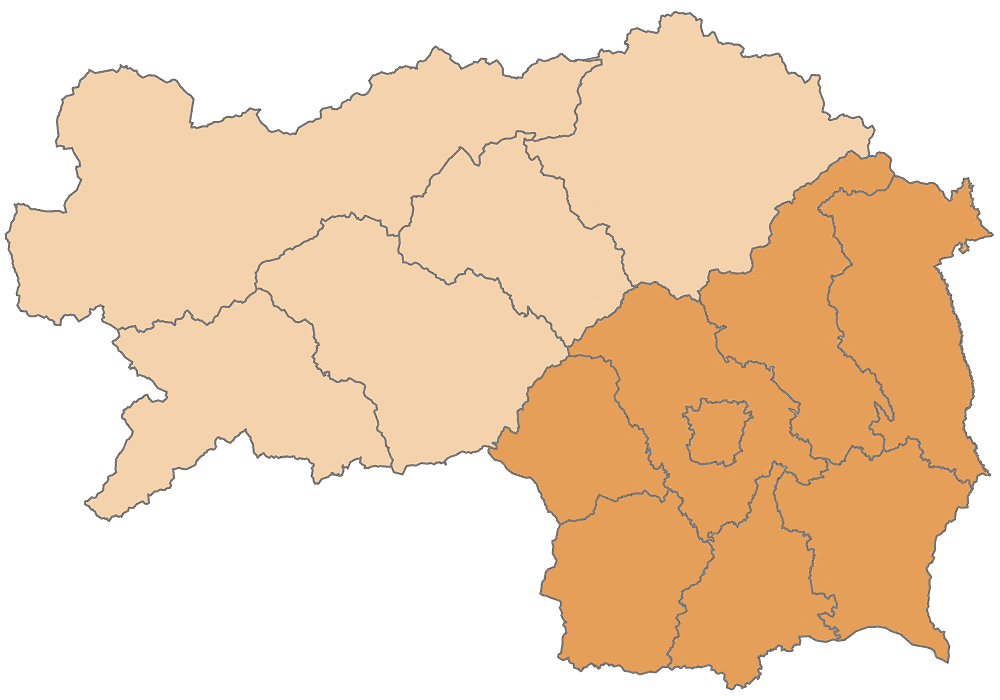
Mittelsteiermark: heutige Bezirke

Die Mittelsteiermark (slowenisch Srednja Štajerska), heute auch Ost- und Weststeiermark bzw. Ost-, West- und Südsteiermark, ist der großteils hügelige mittlere Teil der historischen Steiermark, der – in Abgrenzung zur Obersteiermark – den südlichen Teil des heutigen österreichischen Bundeslandes Steiermark umfasst.

## Zum Begriff
Der Begriff wird allgemein seit dem 19. Jahrhundert verwendet. Die Gebiete der Mittelsteiermark wurden bis dahin zur Untersteiermark gerechnet. Die Auffassung darüber, welches Gebiet als Untersteiermark (oder styria inferior) zu verstehen sei, veränderte sich im 19. Jahrhundert. Bis in die erste Hälfte des 19. Jahrhunderts wurde in der Literatur als Untersteiermark das Gebiet südlich der Linie Gleinalm – Frohnleiten – Fischbacher Alpen – Alpl – Pfaffen(-sattel), somit auch die West- und Oststeiermark gesehen. Der Grazer Kreis wurde als nördlicher Teil der Untersteiermark dargestellt. Nördlich davon bildeten der Brucker (und Judenburger) Kreis die Obersteiermark. Eine Mittelsteiermark wurde nicht dargestellt. Grazer, Marburger und Cillier Kreis wurden als Untersteiermark betrachtet.
Mitte des 19. Jahrhunderts erscheint der Begriff Mittel-Steiermark bereits in offiziellen amtlichen Unterlagen und die Untersteiermark ist auf Teile des Marburger Kreises und den Cillier Kreis eingeschränkt.

Die Mittelsteiermark im 18. Jahrhundert als Teil der Untersteiermark
Nördliche Weststeiermark und Oststeiermark als „nördlicher Theil von Untersteyermark“ bzw. Grazer Kreis
Südliche Weststeiermark als „mittlerer Theil von Untersteyermark“ im Marburger Kreis

Als nach dem Zerfall der Habsburgermonarchie (und dem Ende des alten Herzogtum Steiermark) die Untersteiermark verlustig geht, verliert der Begriff „Mittel“ zunehmend seine Bedeutung. Heute fasst man im Allgemeinen die Region auch als Ost- und Weststeiermark oder Ost-, West- und Südsteiermark zusammen.

## Gebiet
Im Norden wird die Mittelsteiermark von Stubalpe, Gleinalpe, Hochalpe und Fischbacher Alpen zur Obersteiermark begrenzt. Im Süden bilden Poßruck, der nördlichste Teil der Windischen Bühel und die Mur die Grenze zur Untersteiermark, die heute zu Slowenien gehört. Das heute ebenfalls slowenische Übermurgebiet (slowenisch Prekmurje) gehörte historisch nicht zur Steiermark, sodass die Kutschenitza (slowenisch Kučnica), der Grenzbach im sogenannten Radkersburger Winkel (slowenisch Radgonski kot), nicht Teil der Grenze zwischen Mittel- und Untersteiermark ist.
Die Mittelsteiermark wird weiter unterteilt in Westmittel- und Ostmittelsteiermark, die heute allgemein nur noch kurz als West- und Oststeiermark bezeichnet werden. Die in der Mittelsteiermark im Wesentlichen von Nord nach Süd verlaufende Mur bildet dabei die Grenze zwischen Ost- und Weststeiermark. Regionalplanerisch teilt man detaillierter in Ost-, Südweststeiermark, Südoststeiermark und Steirischer Zentralraum, amtlich statistisch (NUTS-Regionen) in Oststeiermark sowie West- und Südsteiermark.
Zur Mittelsteiermark gehören die Bezirke Deutschlandsberg, Hartberg-Fürstenfeld, Graz-Umgebung, Leibnitz, Südoststeiermark, Voitsberg und Weiz sowie die Stadt Graz. Größte Stadt sowie wirtschaftliches und kulturelles Zentrum ist die Landeshauptstadt Graz.